# قیام ۱۹۲۰ جشنواره حضرت موسی

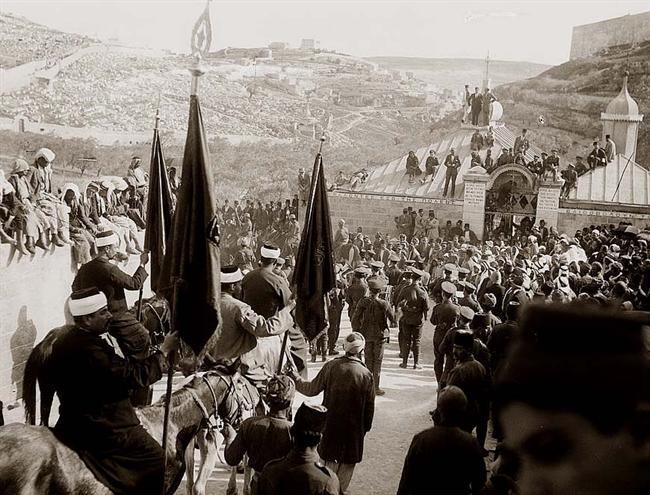
قیام جشنواره حضرت موسی، ۴ آوریل ۱۹۲۰

قیام ۱۹۲۰ جشنواره حضرت موسی (عربی: انتفاضة موسم النبي موسى) در سال ۱۹۲۰ رخ داد. این قیام عبارت بود از ناآرامی و خشونت درقدس بین فلسطینی‌ها و مهاجران یهودی (جشنواره حضرت موسی به عنوان یک جشنواره مذهبی به‌ رسمیت شناخته شده بود که هر سال بین ۴ تا ۱۰ آوریل برگزار می‌شد) که در سال ۱۹۲۰ این قیام به خشونت و خونریزی کشیده می‌شود.

## شرح واقعه
دراین قیام از عرب‌ها ۴ نفر کشته ۲۴ مجروح و از یهودیان نیز ۵ کشته و ۲۱۱ نفر مجروح شدند و ۷ نفر از سربازان انگلیسی نیز مورد اصابت واقع شدند؛ و عرب‌ها مورد اتهام واقع شدند که به یهودی‌ها تعدی کردند و شهردار قدس موسی کاظم الحسینی برکنار شد و أمین الحسینی و کامل البدیری و عارف العارف محاکمه غیابی شده و به ۲۰ سال زندان محکوم شدند و پس از آن عفو عمومی برای تمامی زندانیان توسط نماینده عالی بریتانیا هربرت ساموئل صادر شد و بعد از این ناآرامی‌ها بود که بریتانیا اجرای اعلامیه بالفور و ایجاد یک میهن یهودی در فلسطین را مورد تأیید قرار داد.

## مقدمه ناآرامی‌ها
کمیته خاورمیانه، که در آن زمان کمیته شرقی نامگذاری شد، در ۵ دسامبر ۱۹۱۸، یک نشست مهم را برگزار کرد. این جلسه توسط لرد کورازون، رئیس کمیته، اسمیت، بالفور، لرد رابرت سیسیل، ژنرال سر هنری ویلسون، رئیس ستاد جنگ امپراطوری و نمایندگان وزارتخانه‌های مختلف، برای بحث در مورد موضوع فلسطین، با اشاره به تعهدات مهم صادر شده توسط دولت بریتانیا برگزار شد که خلاصه آن بشرح زیراست:
- وظیفه کلی حسین بن علی در نوامبر ۱۹۱۵، که به‌موجب آن در مناطقی که بریتانیا وعده داده بود در آینده در فلسطین مستقل و عرب باشند، را شامل می‌شود.
- تعهد بریتانیا، فرانسه و بعداً ایتالیا، جهت اداره بین‌المللی فلسطین.[۳]

### تاریخچه

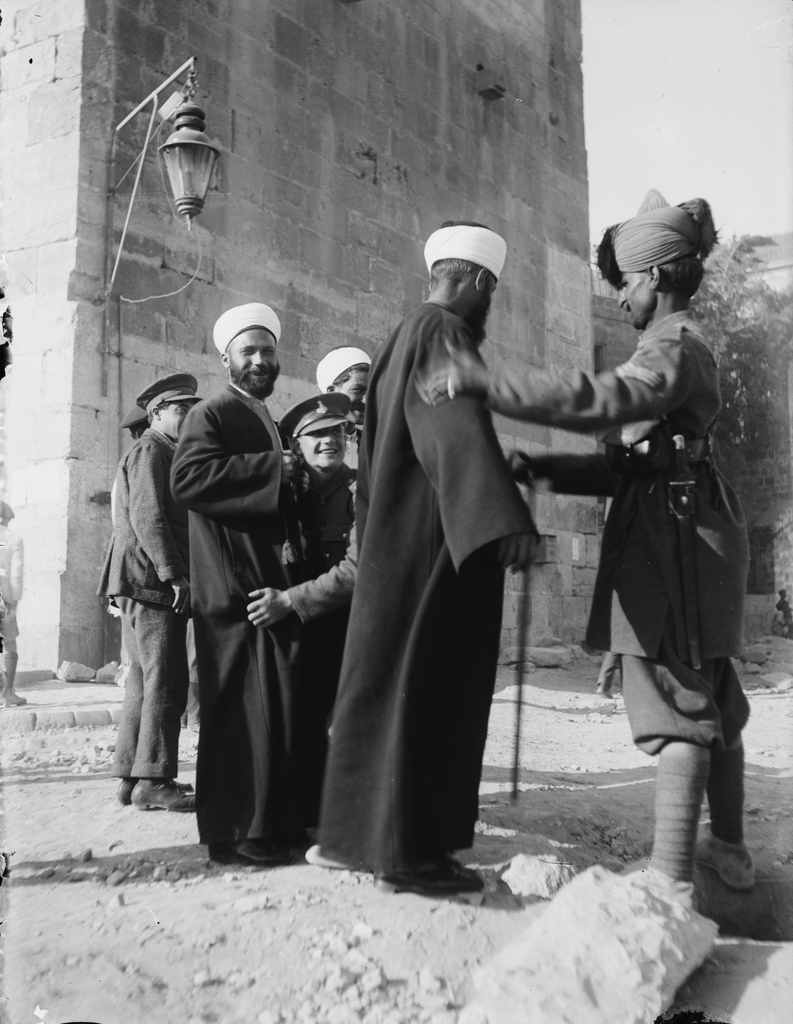
نیروهای امنیتی بریتانیا، غیرنظامیان عرب را در آوریل ۱۹۲۰ بازرسی بدنی می‌کنند

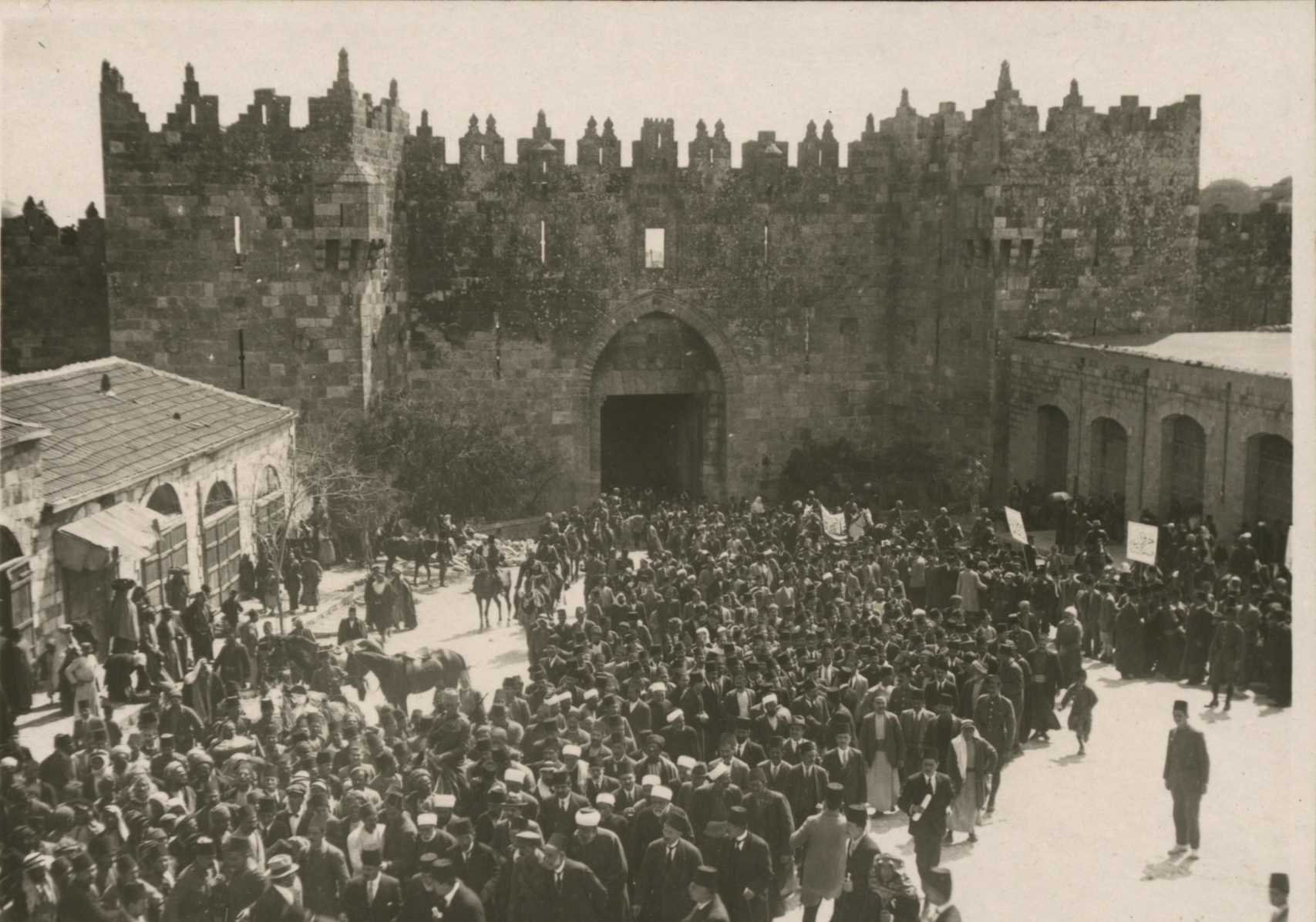
تظاهرات ضد صهیونیستی در دروازه دمشق، ۸ مارس ۱۹۲۰

- در ۲ نوامبر ۱۹۱۷، بالفور، وزیر امور خارجه بریتانیا، بیانیه‌ای را در قالب یک نامه به لرد روچیلد صادر کرد. این اعلامیه بعدها به عنوان اعلامیه بالفور شناخته شد، که در آن وعده داده بود که یک سرزمین ملی برای یهودیان در فلسطین ایجاد کند. بالفور در بیانیه خود اظهار داشت که این حقوق مدنی و مذهبی، حقوق طوایف غیریهودی موجود در فلسطین یا حقوق و شرایطی را که یهودیان در هر کشور دیگری از آن برخوردار بودند، نباید نقض کند.
- در ۱۰ ژانویه ۱۹۱۸، در طول سفر شاهزاده فیصل به لندن، او این حقیقت دردناک را کشف کرد. او متوجه شد که توافق سایکس-پیکو ساخته و پرداخته روسیه نبوده‌است، و انگلیس به او دروغ گفته بود؛ و هدف آن تقسیم کشورهای عربی در میان متحدین خودش بوده‌ است.

رهبر بریتانیایی که با شاهزاده فیصل در انقلاب عرب همراه با او بود، به وی توصیه کرد تا با رهبر صهیونیست‌ها، چایم وایزمن، در مورد بیانیه بالفور برای ایجاد یک میهن ملی برای یهودیان در فلسطین توافق کند و به شاهزاده فیصل گفت که این تنها راه برای ممانعت از خواسته‌های فرانسه در سوریه و لبنان است. رهبران صهیونیستی نفوذ قوی در ایالات متحده دارند که می‌توانند از نفوذشان برای فشار وارد کردن آمریکا به فرانسه برای رها کردن خواسته‌های خود و خروجش از کل مناطق عربی اقدام کنند.
- در ماه آوریل سال ۱۹۱۸، دکتر خایم وایزمن، رهبر صهیونیستی با یک هیئت نمایندگی بریتانیایی- یهودی برای ترساندن عرب‌های فلسطین از مهاجرت یهودیان به فلسطین وارد قدس شد.
- در ۲۷ فوریه سال ۱۹۲۰، تظاهرات بزرگی در قدس برگزار شد که در آن بیش از ۴۰٬۰۰۰ شهروند شرکت داشتند. یک هیئت نمایندگی از طرف تظاهرکنندگان با کنسول قدس و فرماندار بریتانیا ملاقات کرد و اعتراضات خود را در مورد مهاجرت یهودیها، بیانیه بلوفور و صهیونیسم ارائه داد.
- در روز ۱ مارس ۱۹۲۰، دو گروه مسلح فلسطینی به شهرک‌های المتلا و تل در شمال فلسطین حمله کردند و هفت یهودی کشته شدند، که از جمله آن‌ها کاپیتان یهودی ” جوزف ترمبلدور ” بود.
- در در ۸ مارس ۱۹۲۰نیز، تظاهراتی در قدس برگزار شد، تظاهرکنندگان شعار نه به صهیونیسم، نه به مهاجرت یهودیان، نه به‌آبادی‌های یهودی‌نشین، آزادی، استقلال، وحدت عربی سردادند، و برخی از معترضان تعدادی از جوان یهودی را مورد آزار و اذیت قرار دادند. درگیری میان عرب‌ها و یهودیان موجب زخمی شدن ده یهودی شد و نیروهای بریتانیایی، تظاهر کنندگان را پراکنده کرده و تعدادی از عرب‌ها را دستگیر کردند.
- در ۱۲ مارس، ۱۹۲۰ هیئی به ریاست موسی کاظم الحسینی به دیدار با وینستون چرچیل وزیر مستعمرات انگلستان، که از لندن عازم قاهره بود رفتند و به بحث در مورد مسئله فلسطین پرداخت. وینستون چرچیل گفت من نمی‌خواهم با شما در اینجا در رابطه با سیاست صحبت کنم و در ۲۸ مارس، ۱۹۲۰ درقدس با شما ملاقات می‌کنم و در این ملاقات موسی کاظم الحسینی، یادداشتی تقدیم کرد که خواستار لغو اعلامیه بالفور و جلوگیری از مهاجرت و اسکان یهودیان و استقرار یک دولت ملی فلسطین شد که در مقابل مجلس منتخب مردم فلسطین مسئول باشد و بریتانیا را به جانبداری از یهودیان متهم کرد، چرچیل پاسخ داد که بریتانیا ملزم به انجام اعلامیه بالفور است و توسط متحدان جهان تأیید شده‌است. همچنین موظف است بند دوم همان وعده را اعمال کند که حقوق مدنی و مذهبی شهروندان کشور نباید نقض شود.[۵]

## ناآرامی‌ها

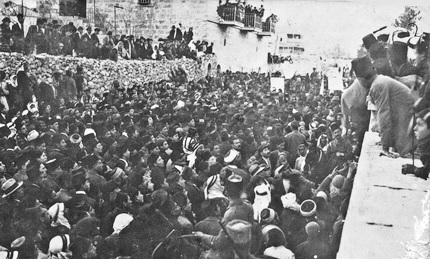
تجمعات مردم اورشلیم(قدس)

ناآرامی‌ها از زمان صدور اعلامیه بالفور توسط وزیر امور خارجه بریتانیا آغاز شد که ایجاد یک میهن یهودی در فلسطین حتی قبل از پایان جنگ اعلام شده بود و این‌ها شاخص‌هایی بود که فلسطین به سمت تغییر و تحول و انفجار و شورش و شاید هم به سمت یک انقلاب در حرکت بود، به ویژه پس از آن که مهاجرت یهودیان به فلسطین شتاب گرفت، و زمین‌های وسیعی از فلسطینی‌ها به یهودیان اعطا شده بود و همچنین تعقیب و دستگیری مردانی از جنبش ملی و عدم توجه به خواستها و فراخوان‌های آن‌ها که قرار بود، بریتانیا در سال ۱۹۲۰ به کشورهای عربی استقلال اعطا کند بود که باعث ایجاد جوی از خشم و نارضایتی در محافل عرب فلسطین و در برابر یهودیان صهیونیست شد و بریتانیا با اقدامات امنیتی در تلاش برای کنترل وضعیت و جلوگیری از درگیری‌ها در شهرهای فلسطینی غیر از قدس دست زد.
زمانی که هیئتی از شهر خلیل به دروازه شهر قدس رسید، مقامات بریتانیا مانع از ورود هیئت شدند، شاید به دلیل نارضایتی خود از شعارها و سخنرانی‌هایی که توسط هیئت نمایندگی منتشر شد و ن آرامیهایی صورت گرفت که در پی آن هیئت‌های داخل شهر متوجه موضوع شده و به دروازه الخلیل حمله کرده و با زور آن را باز کردند و تظاهراتی خشمگینانه توسط مردم قدس با همراهی هیئت‌های وارد شده صورت گرفت، آن‌ها پرچم‌ها و اسلحه سرد مانند چاقو، شمشیر، اسب و غیره با خود داشتند و این قیام تا دهم آوریل ادامه داشت، مقامات بریتانیایی اعلام وضعیت اضطراری کردند و روز بعد مانع رفت‌وآمد شدند، اما درگیری‌ها تا دهم همان ماه ادامه یافت.

## محکومیت‌ها
فرماندار نظامی، موسی کاظم الحسینی را فراخواند و به او ابلاغ کرد که عرب‌ها را مسئول این حوادث خونین می‌داند و تصمیم گرفت که مجازات‌های شدیدی علیه آن‌ها اعمال کند و کسانی را که در تحریک مردم شرکت داشتند در دادگاه‌های نظامی محاکمه کند و نیز فرماندار نظامی بریتانیا شهردار قدس موسی کاظم الحسینی را مسئول تحریک شهروندان به اخلال علیه امنیت عمومی متهم کرد و او را برکنار کرد و به جای راغب النشاشیبی را منصوب کرد.
طی یک هفته دادگاه‌های نظامی بریتانیا ۲۳ نفر از عرب‌های قدس را به مدت بیش از ۱۰ سال به زندان محکوم کرد و این ناآرامی‌ها درقدس متوقف نشد تا زمانیکه مقامات بریتانیایی اقدام به آزادی برخی از بازداشت شدگان کردند و مجدد دادگاه‌های نظامی احکام دیگری صادر کردند ولی تمامی این احکام بعد از اینکه هربرت شموئیل اداره فلسطین را به عنوان نماینده عالی بریتانیا دراوائل ژوئیة ۱۹۲۰ در دست گرفت ملغی شد و از آن سال به بعد جشنواره حضرت موسی ملغی شد.

## ادامه قیام
با وجود اینکه این قیام‌ها بنظر عکس‌العمل‌های خودجوش می‌آمد، ولی با این وجود برخی از رهبران ملی و جمعیتها و سازمان‌ها که توسط آن‌ها رهبری می‌شدند نقشی تشویق‌کننده داشته و حمله علیه یهودیان را به صورت سازمانیافته هماهنگ کردند و بقول عجاج نویض، که هم دوره حاج امین الحسینی بوده گفت که وی نقش بارزی دراین زمینه داشته‌است و ادامه داد: حاج امین مغز متفکر علیه دادن امتیاز به یهودی‌ها بود ونیز موسی کاظم الحسینی رهبری جنبش ملی فلسطین را تا زمان مرگش که در سال ۱۹۳۴ رخ داد در دست داشت و بعد از منصوب کردن راغب النشاشیبی به ریاست شهرداری، این امر موجب درگیری خانوادگی بین دو طائفه (حسینیة و نشاشیبیة) شد بنحوی که انعکاس منفی آن روی جنبش مقاومت در طی سال‌های اشغال بریتانیا همچنان باقی ماند.